# Molophilus (Molophilus) megacanthus
Molophilus (Molophilus) megacanthus is een tweevleugelige uit de familie steltmuggen (Limoniidae). De soort komt voor in het Australaziatisch gebied.